# Augsburger Wunderzeichenbuch

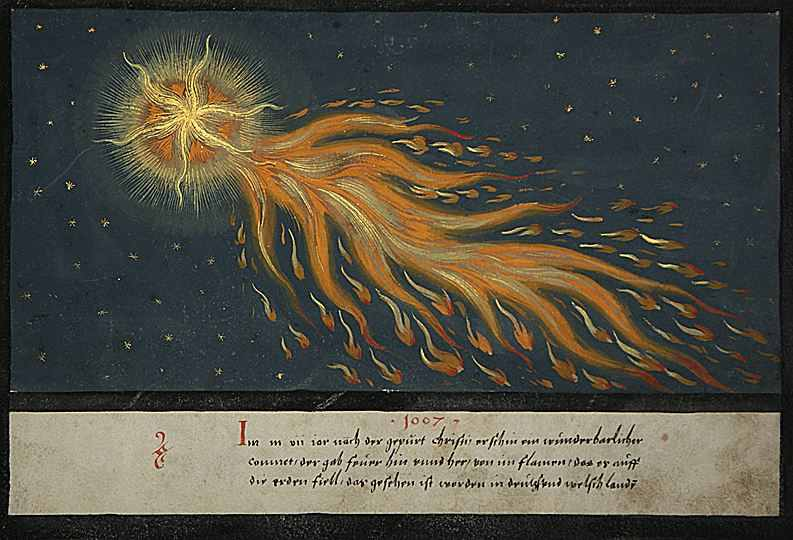
fol. 28 (Wunderbarlicher Comet, 1007)

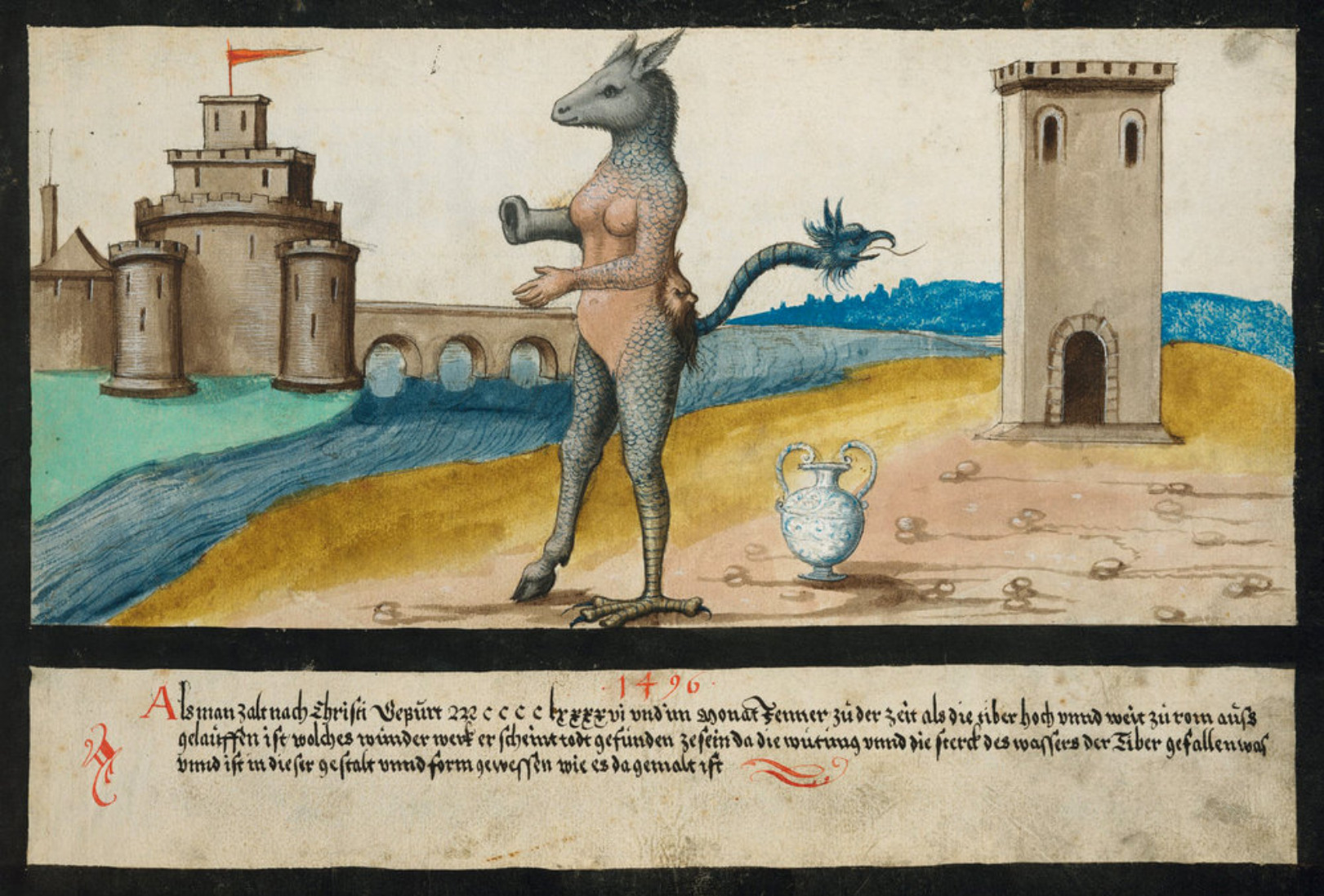
fol. 90 (Tiber-Monster, 1496)

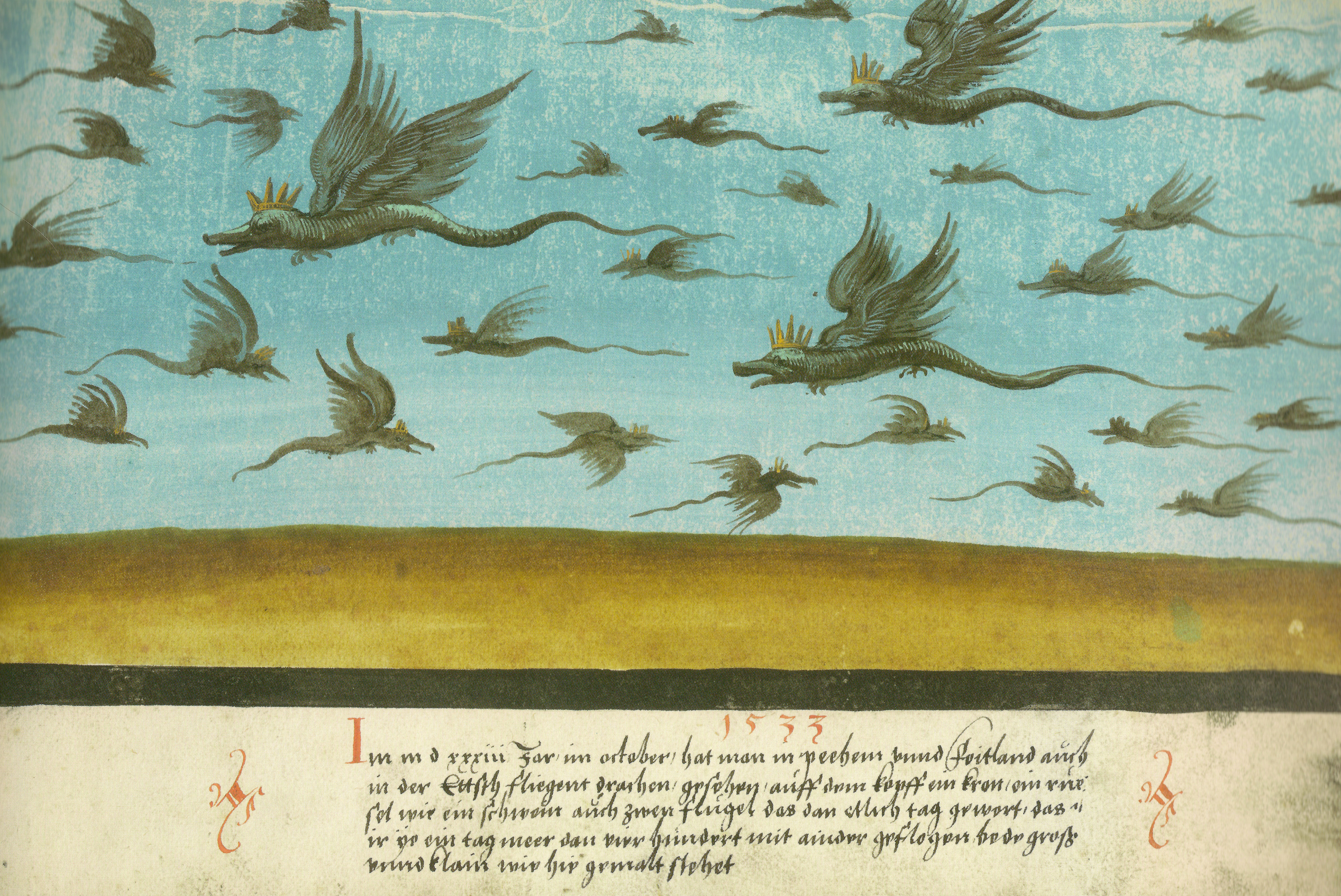
fol. 127 (Drachen über Böhmen, 1533)

Als Augsburger Wunderzeichenbuch wird ein bebildertes Buch aus der beginnenden Neuzeit bezeichnet. Es entstand Mitte des 16. Jahrhunderts in Augsburg. 

## Beschreibung und Geschichte
Das Buch enthält 167 farbige Darstellungen (Gouachen und Aquarelle) von Wunderzeichen, also zu jener Zeit wundersamer und teilweise furchterregender Himmelserscheinungen, Sternenkonstellationen, Feuersbrünste, Überschwemmungen und anderer Katastrophen sowie rätselhafter Phänomene. Als Schöpfer des Buches werden Heinrich Vogtherr d. J. und Hans Burgkmair d. J. angesehen. Ebenfalls in Zusammenarbeit der beiden Künstler entstand unmittelbar zuvor das Augsburger Geschlechterbuch.
Das Original tauchte 2009 auf einer Auktion in London auf und wurde für eine Buchausgabe faksimiliert. Es befindet sich im Besitz des New Yorker Kunstsammlers Mickey Cartin.
„Hast du mal vom Augsburger Wunderzeichenbuch gehört?“, wird der Ich-Erzähler in Karl Ove Knausgårds Roman Der Morgenstern gefragt.

## Ausgaben
- Till-Holger Borchert, Joshua P. Waterman: The Book of miracles. Facsimile of the Augsburg manuscript from the collection of Mickey Cartin. Das Wunderzeichenbuch. Kommentarband und Faksimileband. Dreisprachige Ausgabe (englisch, deutsch, französisch). Taschen, Köln 2013, ISBN 978-3-8365-4285-2.